# 오쿠보 다다노리

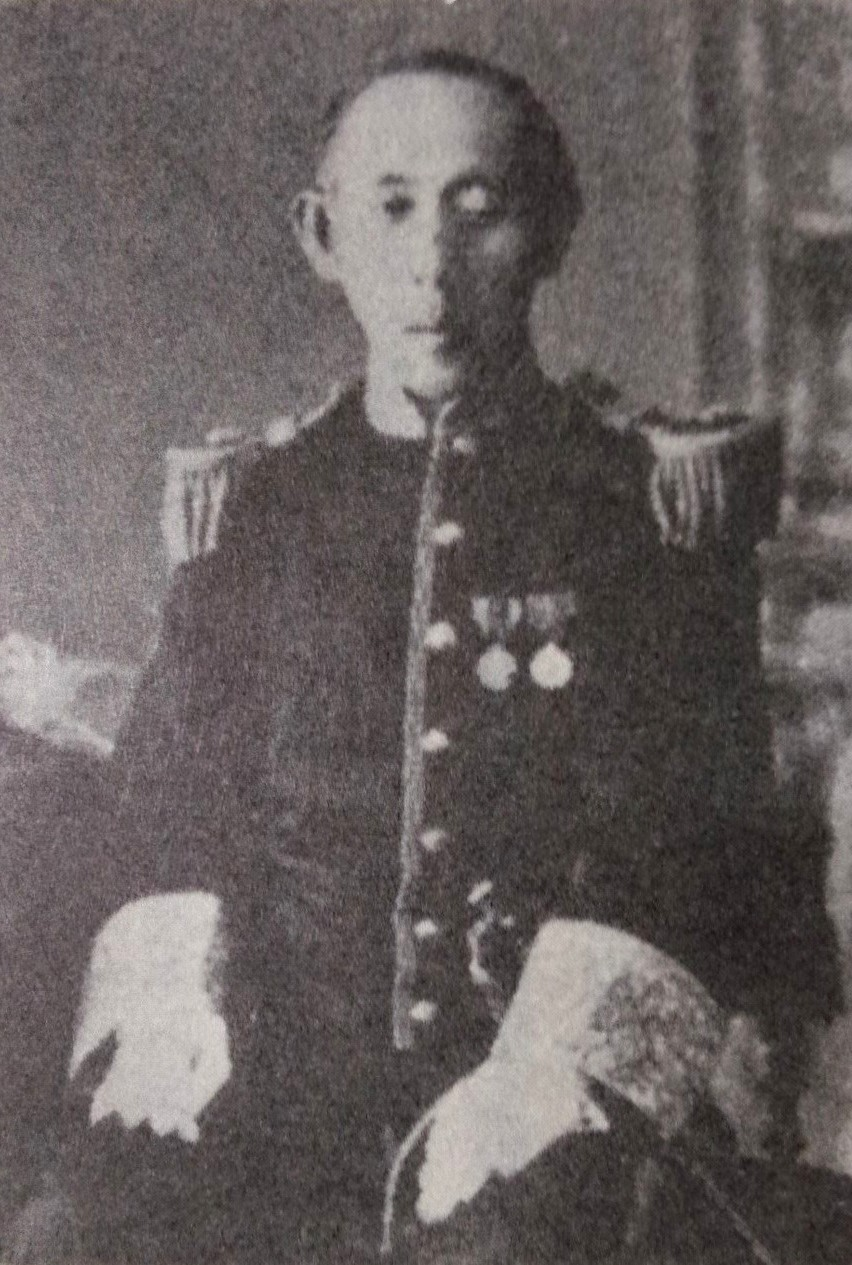
오쿠보 다다노리

오쿠보 다다노리(大久保忠礼)는 사가미 오다와라번 제9대 번주를 지냈다. 오다와라 번 오쿠보가(小田原藩大久保家) 제11·13대 당주. 혈연상 미토번주 도쿠가와 하루토시의 손자, 도쿠가와 나리아키의 조카, 쇼군 도쿠가와 요시노부의 사촌 동생이다.
다카마쓰번주 마쓰다이라 요리히로의 5남으로 태어나 오다와라 번 선대 번주 오쿠보 다다나오가 요절하여 그의 양자로 입적되었다.
다다노리는 오다와라 번주가 된지 10년도 되지않아 은거하여 양자 오쿠보 다다요시가 가독을 물려 받았으나 수년 뒤 다다요시는 건강상의 이유로 가독을 다다노리에게 반납하였다. 그 후 10년이 지나지 않아 화족령에 의해 자작위를 수여 받았다.